# アントワーヌ・ガネム
アントワーヌ・ガネム(أنطوان غانم、Antoine Ghanem、1943年8月 - 2007年9月19日)は、レバノン共和国の政治家、弁護士。キリスト教ロマン派で反シリア派。

## 生涯
1943年にレバノンの首都ベイルートで生まれ育ち、ベイルート・サンジョゼフ大学とリヨン大学で法学を学び、長年レバノン大学法学部で教授を務めていた。
2000年アミン・ジュマイエル元大統領が率いるキリスト教系のファランヘ党の議員として初当選した。
2007年6月に発生した反シリア派議員の暗殺事件後、身の危険を感じて国外に避難していた。レバノンに帰国して間もなく、ベイルート郊外で自動車爆弾の爆発テロにより暗殺される。レバノン政府は葬儀の日程に合わせて服喪を宣言し、すべての大学と学校を休校にするよう命じ、政府施設には半旗が掲げられた。当時のラフィク・ハリリ首相が暗殺されたのをはじめ、レバノンの反シリア派議員の暗殺はガネムで8人目となった。